# Syngrapha cryptica
Syngrapha cryptica är en fjärilsart som beskrevs av Thomas Drake Eichlin och Cunningham 1978. Syngrapha cryptica ingår i släktet Syngrapha och familjen nattflyn. Inga underarter finns listade i Catalogue of Life.